# Mervyn Taylor
Mervyn Taylor (28 décembre 1931 – 23 septembre 2021) est un homme politique irlandais du Parti travailliste qui est ministre de l'Égalité et de la Réforme du droit de 1993 à 1994 et de 1994 à 1997. Il est Teachta Dála (TD) pour la circonscription du sud-ouest de Dublin de 1981 à 1997.

## Jeunesse
Taylor est né dans une famille juive à Dublin,. Il fait ses études à la Zion School de Rathgar, au Wesley College de Dublin et au Trinity College de Dublin. Il devient avocat.
Il travaille pour Herman Good Solicitors, aux côtés de Herman Good et du futur juge de district Hubert Wine. L'implication de Good dans le Parti travailliste joue un rôle déterminant dans l'implication de Taylor dans la politique. Taylor crée ensuite son propre cabinet d'avocats Taylor et Buchalter avec Don Buchalter et exerce la profession d'avocat pendant plus de 50 ans avant de se retirer de la pratique active à 70 ans. Il continue comme consultant auprès du cabinet Taylor and Buchalter Solicitors pendant encore une dizaine d'années.

## Politique
Taylor est élu au conseil du comté de Dublin dans les années 1970 et devient président du conseil. Il est élu au Dáil Éireann en tant que député du Parti travailliste pour Dublin Sud-Ouest aux élections générales de 1981, à sa troisième tentative. Il occupe ce siège à chaque élection jusqu'à sa retraite de la politique en 1997.
Il est président du Parti travailliste de 1987 à 1991 et whip en chef du parti travailliste, de 1981 à 1988. Il est whip en chef adjoint du gouvernement de 1981 à 1982, puis de 1982 à 1987.
Taylor est un fervent partisan d'Israël, une cause impopulaire au sein du Parti travailliste.
Taylor est pendant deux périodes ministre de l'Égalité et de la Réforme législative, dans le gouvernement de 1993-94 sous le Taoiseach Albert Reynolds, et dans le gouvernement de 1994-97 sous le Taoiseach John Bruton.
En janvier 1993, il est nommé au poste nouvellement créé de ministre de l'Égalité et de la Réforme législative dans le gouvernement de coalition Fianna Fáil-Travailliste dirigé par Albert Reynolds. Les travaillistes quittent le gouvernement en novembre 1994 et, à partir de décembre 1994, ils font partie d'un nouveau gouvernement de coalition composé du Fine Gael, des travaillistes et de la gauche démocratique, formé sans nouvelles élections, surnommé le gouvernement Rainbow, dirigé par John Bruton. Taylor est de nouveau nommé ministre de l'Égalité et de la Réforme législative.
En 1995, Taylor est chargé de la proposition gouvernementale visant à légiférer pour supprimer l'interdiction du divorce de la constitution par les projets de loi votés par le Dáil Éireann et le Seanad Éireann. Le référendum qui suit est approuvé avec une marge de 0,5 pour cent. Au cours de la campagne, il subit des critiques dirigées contre sa foi juive, ainsi qu'une décision de la Cour suprême selon laquelle les fonds publics ne pouvaient pas être dépensés correctement pour promouvoir l'opinion du gouvernement sur une proposition de référendum.

## Vie familiale
Taylor est marié à Marilyn Taylor (née Fisher), auteur de nombreux livres destinés aux jeunes. Ils ont deux fils, une fille et huit petits-enfants. Leur fils cadet, Gideon, est directeur général du Conseil des relations avec la communauté juive de New York et de la Jewish Restitution Successor Organization et est professeur adjoint de droit à l'Université Fordham de New York.
Taylor est décédé le 23 septembre 2021, à l'âge de 89 ans.